# کودنبیت
کودنبیت (به انگلیسی: Cowdenbeath) یک شهرک در اسکاتلند است که در فایف واقع شده‌است. کودنبیت ۱۴٬۰۸۱ نفر جمعیت دارد.